# Zendmast

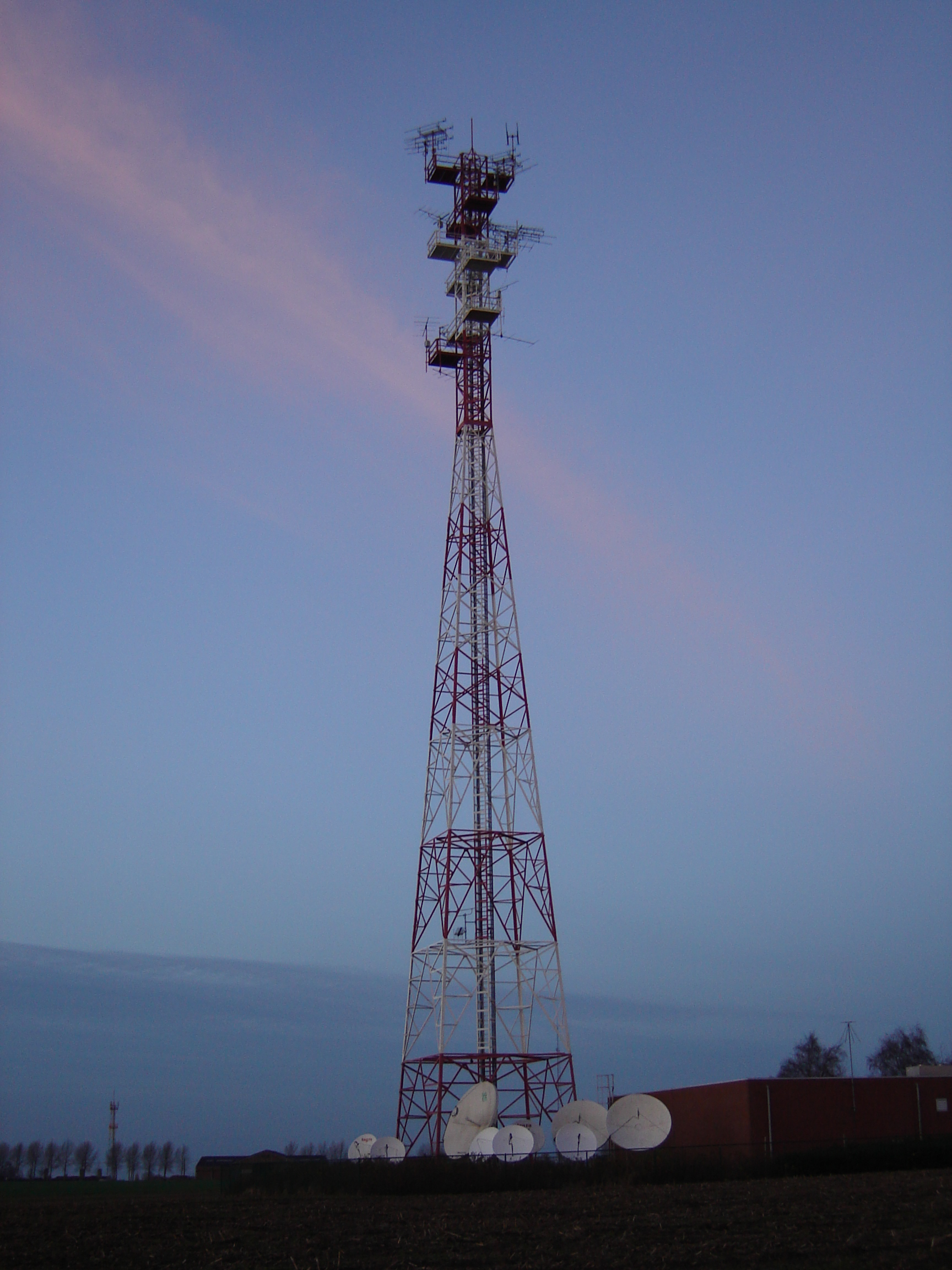
Zendmast in Koekelare, een vakwerkmast

Een zendmast is een hoge constructie die wordt gebruikt voor het bevestigen van antennes.

## Algemeen
Een zendmast bestaat veelal uit de volgende onderdelen
- Antenne: een draad, dradenstelsel, stang of stangenstelsel voor het ontvangen of uitzenden van elektromagnetische golven voor televisie-, radio-, telefoon-, of andere signalen.[1]
- Mast: een paal of hoge dragende constructie. In het geval van langegolf- en middengolfzenders wordt vaak de (metalen) mast zelf als antenne gebruikt of worden meerdere masten gebruikt waartussen de antenne opgehangen wordt.

Masten worden ingedeeld naar de wijze waarop ze gebouwd zijn:
- Vakwerkmast: De mast bestaat geheel uit een raamwerk van metalen staven die een vakwerkconstructie van kruizen, ruiten en driehoeken vormen.
- Buis- of kokermast: De mast bestaat geheel uit een gesloten buis-, koker- of staafvormige, cilindrische of licht tapse constructie. Het gebruikte materiaal hiervoor kan metaal zijn, maar ook gegoten beton, of een combinatie van beton en metaal (zie ook Zendstation Smilde).
- Hybridemast: De mast bestaat uit een combinatie van raamwerk en kokers of buizen. Ook masten van buizen die een raamwerk vormen worden onder hybride masten gerekend.[2] Na de brand op 15 juli 2011 in Zendstation Smilde is deze weer opgebouwd als hybridemast: een metalen vakwerkmast op een gegoten betonnen buismast.[3]

## Straalverbindingstorens
Een speciaal type is de straalverbindingstoren, in de volksmond een radio- of televisietoren. Vanwege de straalverbindingen zijn deze uitgevoerd als een betonconstructie met een grote stijfheid zodat de straalverbindingen bij wind niet uitvallen. De straalverbindingen worden gebruikt voor netwerken van  telefoonmaatschappijen en het doorgeven van radio- en televisiesignalen.  Door deze verscheidenheid van mediadiensten worden deze torens dan ook mediatorens genoemd.
Het onderste gedeelte van de straalverbindingstoren bestaat uit een betontoren voorzien van etages voor de straalverbindingen. Daarop bevindt zich vaak een stalen buismast (zoals in Roermond of in het hier al eerder genoemde Smilde), sommige bestaan geheel uit metaal (zoals in Zwolle of Eys). Boven op dit onderste  gedeelte bevindt zich de zendmast (een vakwerk- of buismast) waar de diverse antennes aan vastgemaakt zijn.

## Basisstation
Door het gebruik van hogere frequenties voor mobiele communicatie, kunnen kleinere antennes gebruikt worden. Hierdoor zijn zendmasten minder nodig dan voorheen. Voor 2G zaten de antennes nog op grote stalen masten, voor 3G werden de kleinere antennes op gebouwen geplaatst, en voor 5G kunnen de antennes worden geplaatst aan een lantaarnpaal of bushok. Het bredere begrip basisstation wordt daarom wel gebruikt in plaats van het woord zendmast.

## Voorbeelden van tv-torens
- Central Radio and TV Tower te Peking
- Fernsehturm in Berlijn
- Gerbrandytoren te IJsselstein, vaak de "televisietoren van Lopik" genoemd.
- KVLY-tv-mast in North Dakota, USA, deze tv-mast was tot april 2008 de hoogste constructie ter wereld.
- Radio- en tv-toren van Riga te Riga
- Televisietoren van Bakoe
- Televisietoren van Vilnius
- Televisietoren van Kiev
- Televisietoren Goes
- Tv-toren van Jekaterinenburg
- Tv-toren van Tallinn
- Tv-toren WITI
- Tv-toren van Zagreb
- Zendstation Smilde
- Norkring-toren te Sint-Pieters-Leeuw

## Galerij

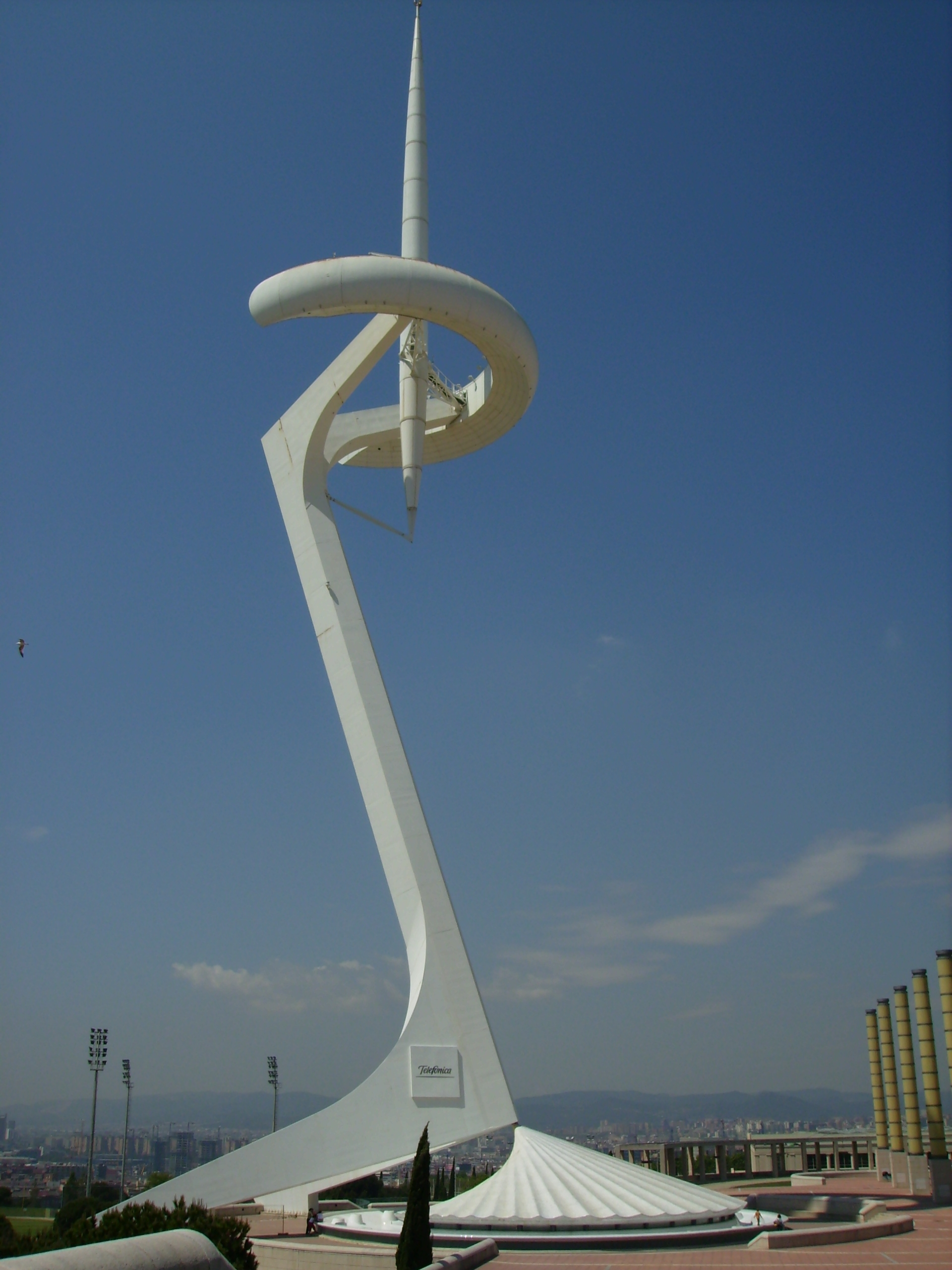
Telecommunicatietoren van Montjuïc, een hybridemast
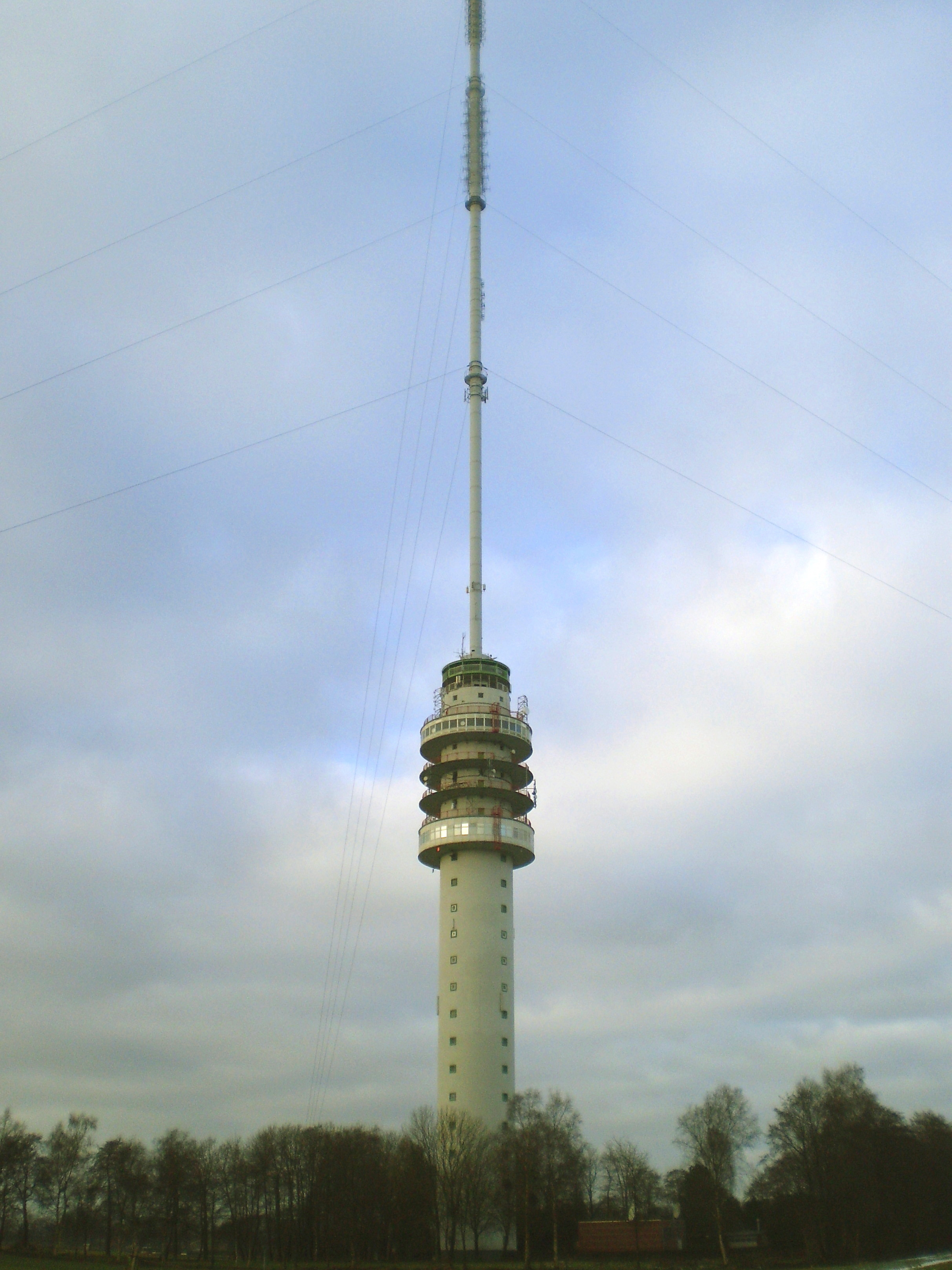
Zendstation Smilde, op deze foto nog een buismast (beton-metaalcombinatie)
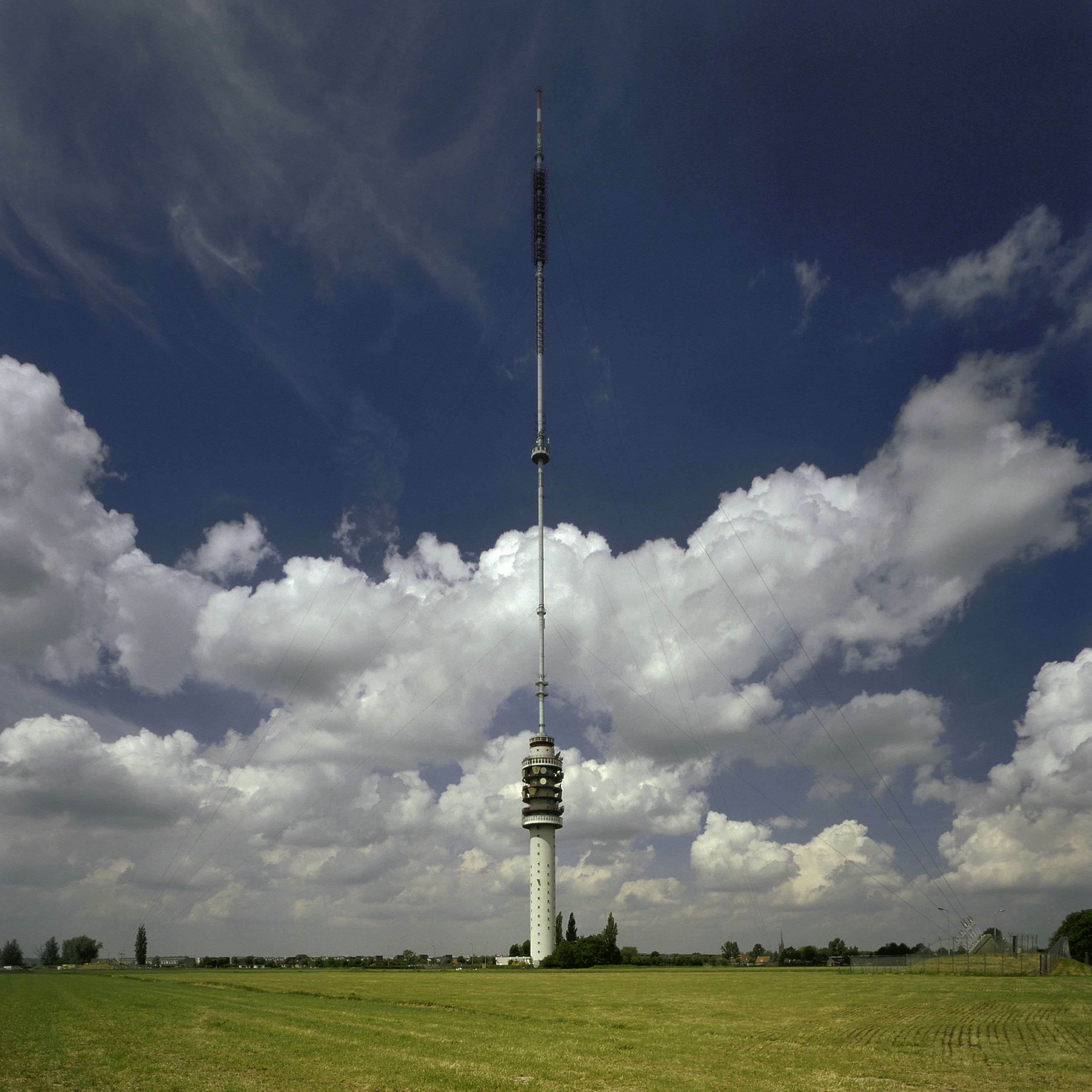
Gerbrandytoren, buismast (beton-metaalcombinatie)
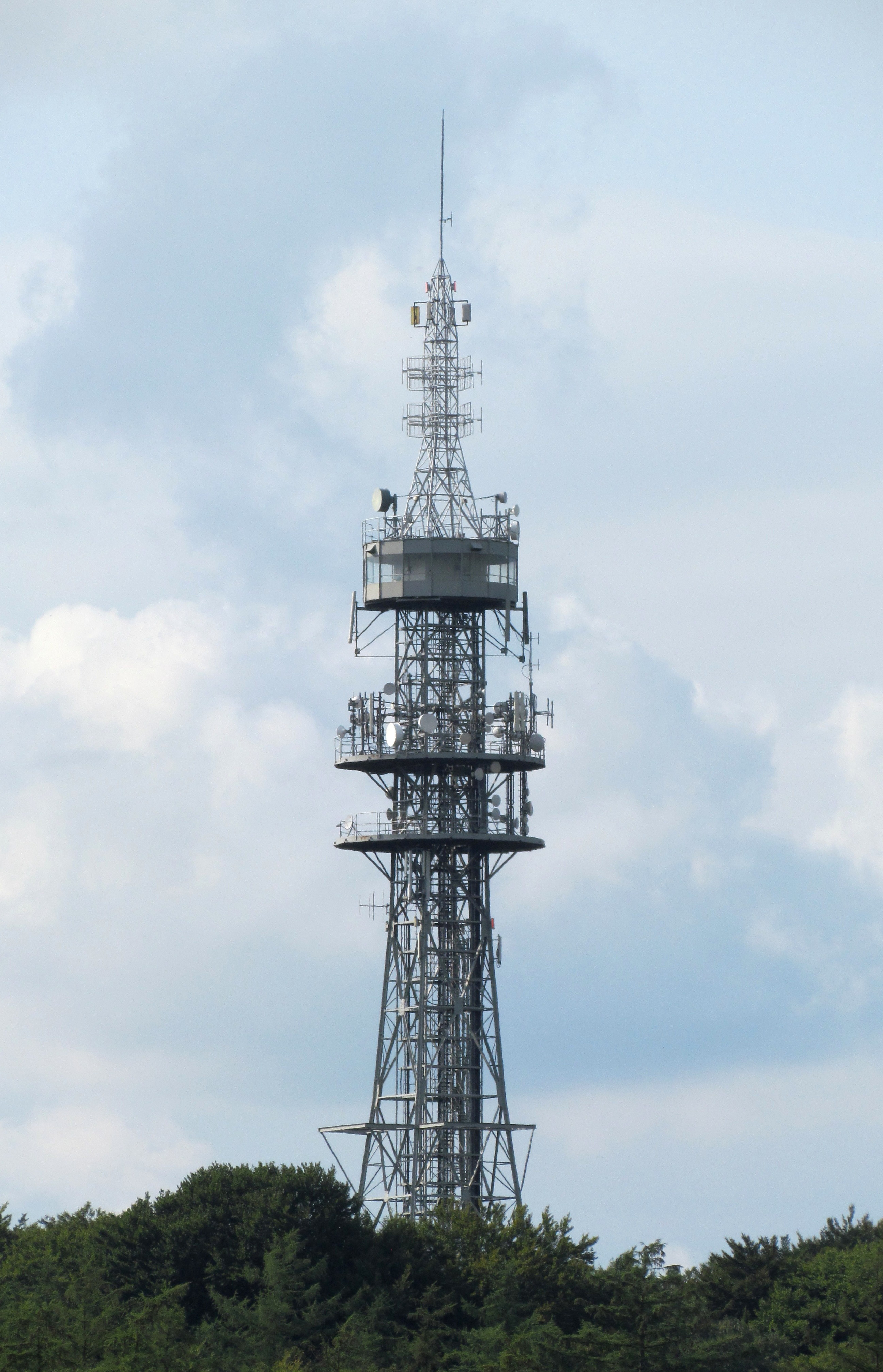
Zendmast Ugchelen, vakwerkmast